# Corrado Sanguineti
Corrado Sanguineti (ur. 7 listopada 1964 w Mediolanie) – włoski duchowny katolicki, biskup Pawii od 2016.

## Życiorys
Święcenia kapłańskie otrzymał 30 października 1988 i został inkardynowany do diecezji Chiavari. Był m.in. przewodniczącym rady diecezjalnej ds. duszpasterstwa młodzieży, dyrektorem instytutu nauk religijnych w Chiavari oraz prowikariuszem generalnym diecezji.
16 listopada 2015 papież Franciszek mianował go ordynariuszem diecezji Pawia. Sakry udzielił mu 9 stycznia 2016 kardynał Angelo Bagnasco.